# Ioan Opriș (delegat)
Ioan Opriș (n. 28 mai 1880, Șura Mare – d. 16 ianuarie 1928, Șura Mare) a fost un deputat în Marea Adunare Națională de la Alba Iulia, organismul legislativ reprezentativ al „tuturor românilor din Transilvania, Banat și Țara Ungurească”, cel care a adoptat hotărârea privind Unirea Transilvaniei cu România, la 1 decembrie 1918.:p. 77

## Biografie
Opriș Ioan s-a născut în comuna Șura Mare din județul Sibiu la data de 28 mai 1880.
A funcționat ca învățător la Școala Primară de Stat din comuna Șura–Mare.
A fost delegat al comunei Șura Mare și reprezentant al Cercului Cisnădie din județul Sibiu la Adunarea de la Alba Iulia din 1 decembrie 1918.
A decedat la data de 16 ianuarie 1928 în comuna în care a trăit.:p. 16

## Activitatea politică

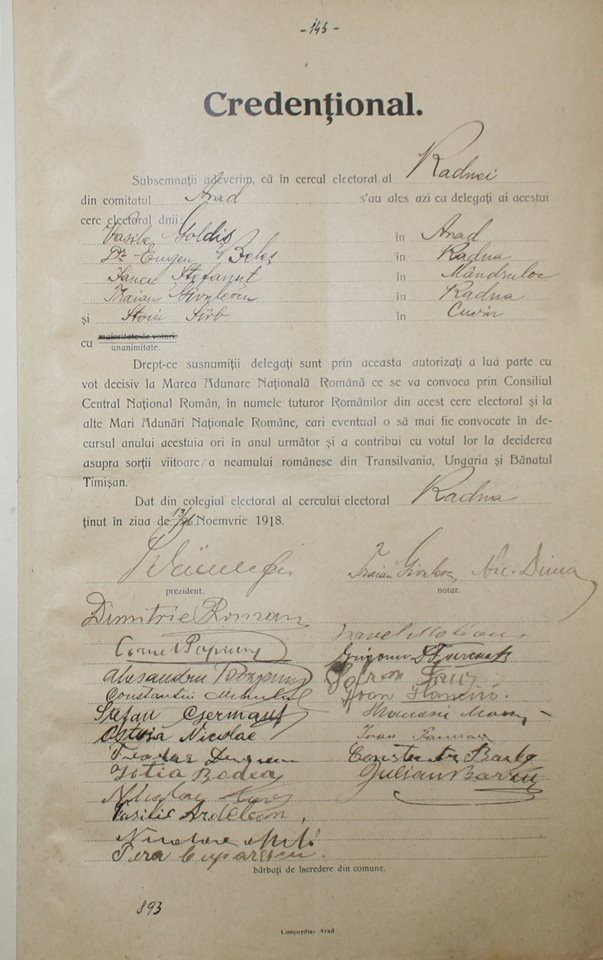
Credențional

Ca deputat în Adunarea Națională din 1 decembrie 1918, Ioan Opriș a reprezentat ca delegat de drept comuna Șura Mare și reprezentant al Cercului Cisnădie din județul Sibiu .:p. 77:p. 16